# Шартоваць
Шартоваць (хорв. Šartovac) — населений пункт у Хорватії, в Сисацько-Мославинській жупанії у складі міста Кутина.

## Населення
Населення за даними перепису 2011 року становило 380 осіб.
Динаміка чисельності населення поселення:

## Клімат
Середня річна температура становить 11,07 °C, середня максимальна – 25,28 °C, а середня мінімальна – -5,40 °C. Середня річна кількість опадів – 896 мм.
| Клімат поселення                              | Клімат поселення | Клімат поселення | Клімат поселення | Клімат поселення | Клімат поселення | Клімат поселення | Клімат поселення | Клімат поселення | Клімат поселення | Клімат поселення | Клімат поселення | Клімат поселення | Клімат поселення |
| Показник                                      | Січ.             | Лют.             | Бер.             | Квіт.            | Трав.            | Черв.            | Лип.             | Серп.            | Вер.             | Жовт.            | Лист.            | Груд.            |                  |
| Середній максимум, °C                         | 6,66             | 8,54             | 12,91            | 17,17            | 21,90            | 25,28            | 24,53            | 24,01            | 20,06            | 15,00            | 9,74             | 5,40             |                  |
| Середня температура, °C                       | 0,63             | 2,51             | 6,86             | 11,13            | 15,86            | 19,25            | 20,84            | 20,31            | 16,38            | 11,31            | 6,05             | 1,71             |                  |
| Середній мінімум, °C                          | −5,4             | −3,51            | 0,85             | 5,11             | 9,82             | 13,22            | 17,15            | 16,61            | 12,68            | 7,62             | 2,35             | −1,99            |                  |
| Норма опадів, мм                              | 55               | 52               | 60               | 74               | 81               | 93               | 82               | 85               | 78               | 80               | 87               | 69               |                  |
| Середньомісячна швидкість вітру, м/с          | 1.90             | 2.10             | 2.50             | 2.36             | 2.20             | 2.00             | 1.91             | 1.80             | 1.80             | 1.86             | 1.90             | 1.90             |                  |
| Середньомісячна сонячна радіація, кДж/м²·день | 4263             | 7051             | 10837            | 15217            | 19511            | 21696            | 22538            | 19825            | 14642            | 9081             | 4781             | 3489             |                  |
| --------------------------------------------- | ---------------- | ---------------- | ---------------- | ---------------- | ---------------- | ---------------- | ---------------- | ---------------- | ---------------- | ---------------- | ---------------- | ---------------- | ---------------- |
| Джерело:                                      |                  |                  |                  |                  |                  |                  |                  |                  |                  |                  |                  |                  |                  |